# Roça do Ventura
Roça do Ventura, também referido como Zògbodò Malè Bogun Sejá Húnde ou Kwé Seja Hùnde'), é uma Unidade Territorial Tracidional de Matriz Africana do Candomblé Jeje Mahi situado na cidade de Cachoeira, no Recôncavo Baiano. Foi reconhecido como patrimônio cultural do Brasil em 4 de dezembro de 2014.

## História
O Kwé Seja Hùnde foi fundado por Maria Luiza do Sacramento (Maria Agorensi) na metade final do século XIX. O ano exato de sua fundação se perdeu na história.
Mahi Ludovina Pessoa,  foi a responsável pela iniciação das mulheres que viriam a ser mais tarde lideranças importantes do candomblé jeje na Bahia, a exemplo das sacerdotisas que fundaram o Zogbodo Malé Bogun Rundó de Salvador, terreiro irmão do Ventura, e as sacerdotisas Maria Luiza do Sacramento (Maria Agorensi) e Maria Epifânia dos Santos (Sinhá Abali). Maria Luiza Sacramento depois fundou em terras contiguas à Roça de Cima, o Terreiro do Ventura, sendo a primeira gaiaku, doné e/ou mejitó do terreiro, passando a se chamar Maria Agonresi, sendo sucedida após sua morte por Maria Epifânia, a Sinhá Abali. 
Ao que tudo indica, Maria Agorensi deixou a Fazenda Altamira para fundar seu próprio terreiro enquanto sua mãe-de-santo Ludovina ainda era viva. Desconhece-se o que pode ter motivado Maria Agorensi a tomar essa atitude, mas a tradição oral cultivada pelos jejes cachoeiranos até hoje descartam qualquer tipo de conflito ou desentendimento.

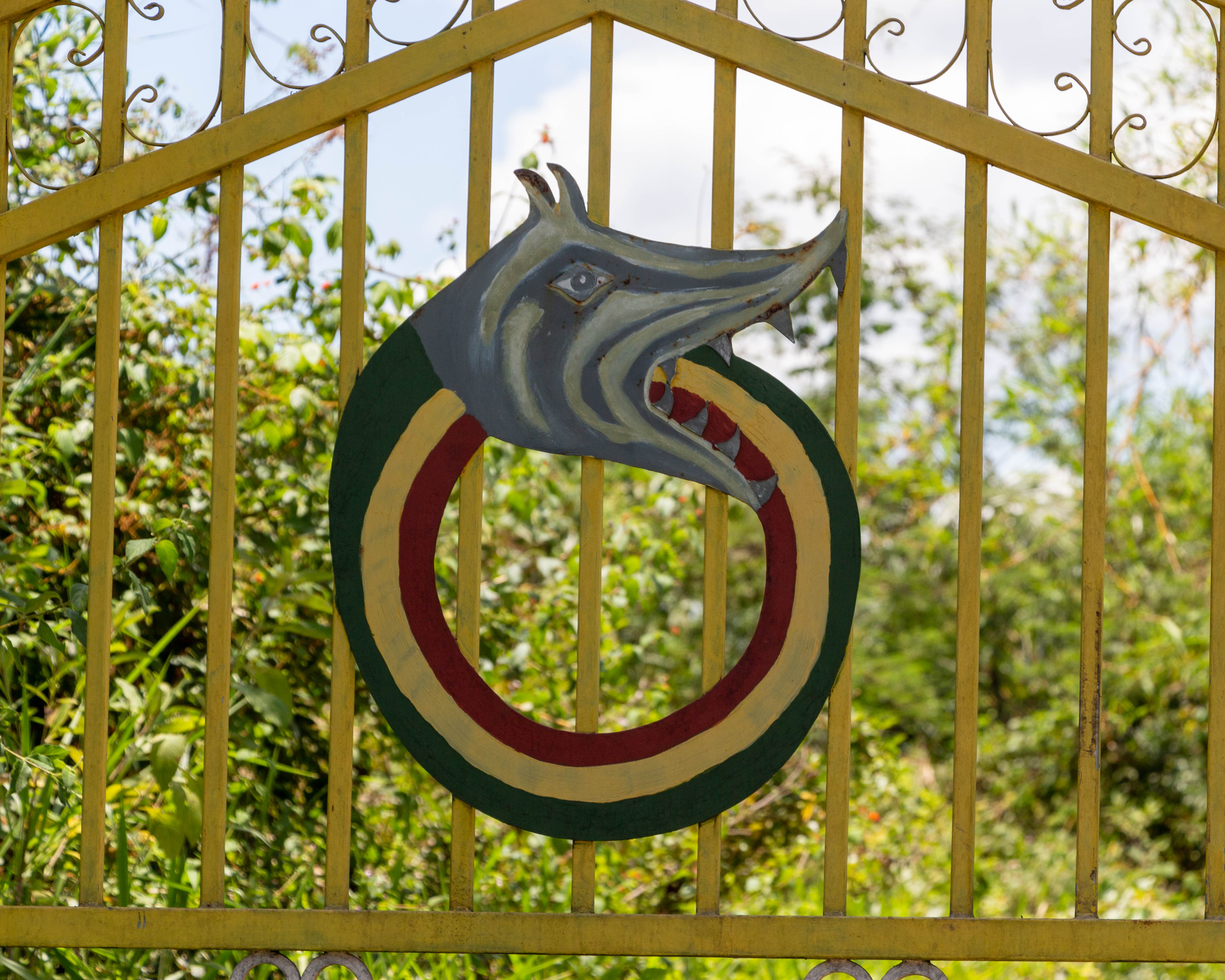
Portão de entrada

Maria Agorensi fundou o Kwé Seja Hùnde nas terras de seu marido, Manoel Ventura Esteves, de onde nasceu, ainda no século XIX, o apelido "Roça do Ventura". Outro apelido nascido ainda no século XIX foi o de "Roça de Baixo", numa contraposição ao terreiro da Fazenda Altamira, que foi apelidado de "Roça de Cima".
Iniciada para o vodun Gbessén, Maria Agorensi consagrou o terreiro a ele. Entretanto, o barracão foi consagrado a Azansu talvez como homenagem a seu terreiro de origem (Fazenda Altamira, era de Azansu).
Por volta de 1900, o terreiro da Fazenda Altamira (Roça de Cima) começou a decair, seja pelo falecimento das vodunsis mais antigas, seja pela falta de liderança. Assim, a Roça de Cima foi fechada e as filhas de santo de Ludovina Pessoa desceram para integrar a Roça de Baixo, isto é, o Kwé Seja Hùnde comandado por Maria Agorensi.
A junção pacífica das duas roças parece reforçar a tradição oral, que afirma não ter havido nenhuma dissensão entre os dois terreiros.

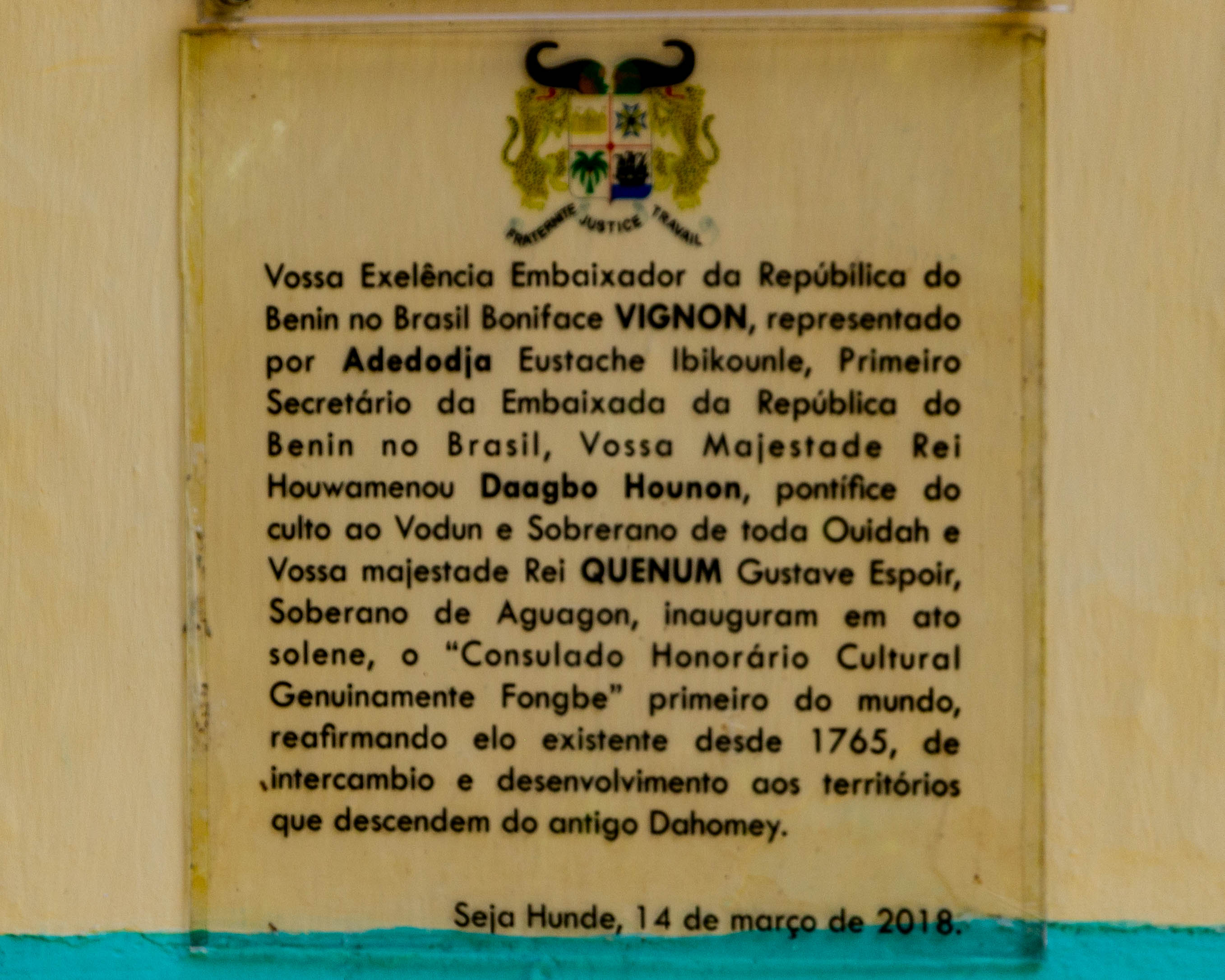
Placa comemorativa

Maria Agorensi ficou à frente do Kwé Seja Hùnde até o seu falecimento, em 1923. O comando do terreiro passou então para Sinhá Abali, que era filha de santo de Ludovina Pessoa e, portanto, irmã de santo de Maria Ogorensi.
Ela fundou:
- Templo para Dã; Kwé Sɛ̀já Hunɖé, mais conhecido como a Roça do Ventura ou Pó Zenhém (Kpó Zenhen) ou ainda "Zògbodo Malè Bogun Séjá Hùndé" em Cachoeira;
- Templo para Hevioço Zogbodo Bogun Male Hundô Terreiro do Bogum em Salvador;
- E o templo para Sakpatá que não se sabe porque não foi fundado. Esse é o segmento Jeje Maí dos fons.

O templo de Azansu-Sakpatá foi fundado mais tarde pela africana gaiakú Satu, em Cachoeira e São Felix e recebeu o nome de Axé Pó Egi, mais conhecido por Terreiro Cacunda de Iaiá, que tem como sua representante a gaiakú Maria de Lourdes Buana (Gaiakú Ominibu Cafaé Fobá) que veio a falecer em Outubro de  2014, filha de Mãe Tança de Nanã (Jaoci) que era filha de Gaiakú Satu.